# Autódromo Guadalajara
Das Autódromo Guadalajara war eine permanente Motorsport-Rennstrecke in der mexikanischen Stadt Guadalajara im Bundesstaat Jalisco. Sie existierte von 1993 bis 2023. 

## Geschichte
2023 wurde die baldige Schließung der Strecke bekannt gegeben. Der Abriss der Anlage zugunsten eines Gewerbeparks begann 2024.

## Streckenbeschreibung
Die Strecke bestand aus einem Rundkurs mit 2 Kurzanbindungen und einem Dragstrip.

## Veranstaltungen
Die Mexikanische Formel-3-Meisterschaft hielt zwischen 1990 und 2002 insgesamt 15 Rennwochenenden auf der Strecke ab.